# حرب لابي
حرب لابي (بالفنلندية: Lapin sota؛ بالسويدية: Lapplandskriget؛ بالألمانية: Lapplandkrieg) هي حرب دارت بين فنلندا وألمانيا النازية ما بين سبتمبر 1944 ونوفمبر 1945 في منطقة لابي الواقعة في شمال فنلندا، أثناء الحرب العالمية الثانية. على الرغم من أن الفنلنديين والألمان قد قاتلوا الاتحاد السوفيتي معا منذ 1941 خلال حرب الاستمرار، أجبر هجوم فيبروغ–بيتروزافودسك السوفيتي في صيف عام 1944 القيادة الفنلندية على التفاوض للوصول إلى اتفاق سلام منفصل. تضمنت بنود هدنة موسكو قطع فنلندا للعلاقات الدبلوماسية مع ألمانيا وطرد أو نزع سلاح أي جندي ألماني ظل في فنلندا بعد 15 سبتمبر 1944.
كان الفيرماخت يتوقع تحولا في مسار الأحداث، فوضع خطط منظمة للانسحاب إلى النرويج المحتلة من طرف ألمانيا سميت عملية بيرك. على الرغم من فشل الهجوم وعملية الهبوط التي قامت بها ألمانيا في خليج فنلندا، فقد شرعت في عملية الإخلاء سلميا في البداية. صعد الفنلنديون الوضع في الحرب في 28 سبتمبر بعد الضغط السوفيتي عليهم للالتزام بشروط الهدنة. أمر الاتحاد السوفيتي الجيش الفنلندي بحل نفسه في الوقت التي ستغادر فيه القوات الألمانية التراب الفنلندي. بعد سلسلة من المعارك الصغيرة، وصلت الحرب إلى نهايتها الفعلية في سبتمبر 1944 عندما انتقلت القوات الألمانية إلى النرويج وهدمت مواقعها السابقة. غادر آخر الجنود الألمان فنلندا في 27 أبريل 1945 وانتهت الحرب العالمية الثانية في أوروبا بعد فترة وجيزة من ذلك.
بالنسبة للفنلنديين، فإن هذه الحرب هي نزاع منفصل كما أن الأعمال الحربية مع الدول الأخرى قد توقفت بعد حرب الاستمرار. من وجهة المنظور الألماني، لقد كانت جزءاً من حملتين لاحتلال شمال فنلندا وشمال النرويج. كان هدف المشاركة السوفيتية في الحرب هو مراقبة العمليات الفنلندية، فضلا عن تقديم دعم جوي صغير لها، فضلا عن دخول شمال شرق لابي خلال هجوم بيتسامو–شيركنيس.
كانت تأثيرات الجيش محدودة نسبيا ومجموع خسائر كلا الجانبين هو حوالي 4.000 قتيل، على الرغم من أن الألمان استخدموا استراتيجيتي الأرض المحروقة والألغام الأرضية التي دمرتا إقليم لابي الفنلندي. انسحب الفيرماخت بنجاح من فنلندا التي نفذت التزاماتها في هدنة موسكو، على الرغم من أنها لا تزال رسميا في الحرب مع الاتحاد السوفيتي والمملكة المتحدة حتى تصديقها على معاهدة باريس السلام في 1947.

## مقدمة

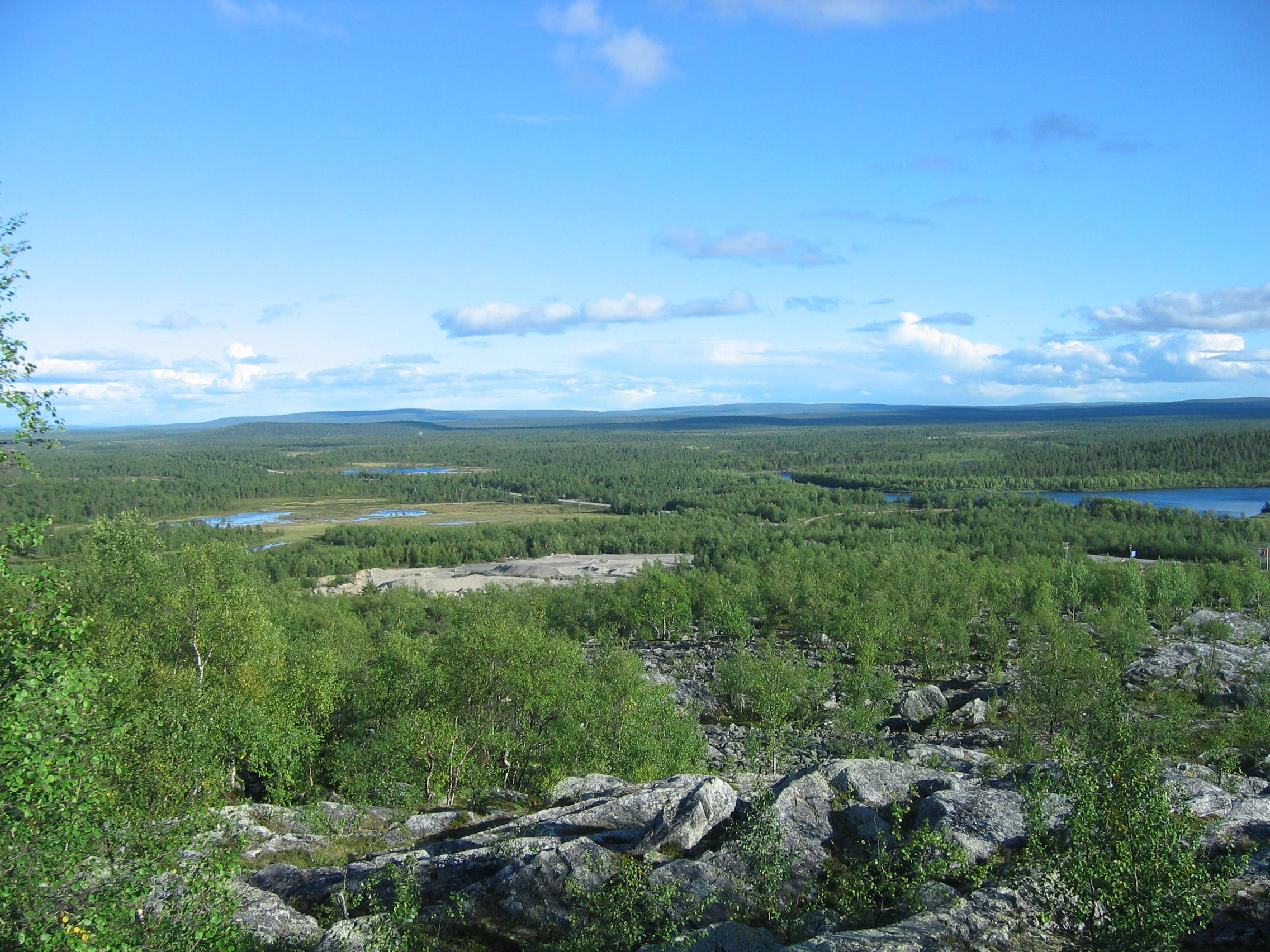
صورة التقطت في 2007 في جنوب شرق منطقة ستورمبوك-ستيلونغ، وهو موقع محصن ألماني في فنلندا على بعد 100 كيلومتر (62 ميل) من النرويج.

كانت ألمانيا وفنلندا في حرب مع الاتحاد السوفيتي منذ عملية بارباروسا التي بدأت في يونيو 1941، وتعاونتا بشكل وثيق في حرب الاستمرار وعملية الثعلب الفضي مع الجيش الجبلي الألماني 20 (بالألمانية: 20. gebirgsarmee) المتمركز في لابي. اعتبارا من صيف عام 1943، بدأت القيادة العليا للفيرماخت بإعداد خطط تحسبا لتفاوض فنلندا على اتفاق سلام منفصل مع الاتحاد السوفيتي. اعتزم الألمان سحب قواتهم شمالا من أجل حماية مناجم النيكل بالقرب من بيتسامو. خلال شتاء 1943—1944، أصلح الألمان الطرقات من شمال النرويج إلى شمال فنلندا بفضل استخدامهم الواسع لأسرى الحرب كعمال في بعض المناطق. كانت الإصابات بين السجناء العمال مرتفعة، ويرجع ذلك جزئيا إلى أسر العديد منهم في جنوب أوروبا وهم مازالوا في ذروة الصيف ثم نقلهم لمنطقة باردة. وبالإضافة إلى ذلك، بدأ الألمان بعمل استطلاع شامل للمواقع الدفاعية لرغبتهم في إخلاءها وأخد ما استطاعوا من العتاد من المنطقة، فبدأت الاستعدادات للانسحاب. في 9 أبريل 1944، أعد الألمان خطة الانسحاب التي سميت بعملية بيرك.

## للمزيد من القراءة
- Kulju, Mika (2017). Käsivarren sota – lasten ristiretki 1944–1945 (بالفنلندية). Gummerus. ISBN:9789512408559.
- Virkkunen, Juhani (2011). Miinojen ja räjähteiden siviiliuhrit Pohjois-Suomessa 1944-1949 (بالفنلندية). ISBN:978-952-93-0414-1.
- Wendisch, Irja (2006). Salatut lapset – Saksalaissotilaiden lapset Suomessa (بالفنلندية). Ajatus Kirjat. ISBN:951-20-7065-0.

## وصلات خارجية
- Finna نسخة محفوظة 21 أكتوبر 2020 على موقع واي باك مشين. (خدمة للبحث للحصول على معلومات من الأرشيفات والمكتبات والمتاحف الفنلندية)
- Finnish Wartime Photograph Archive (تحت رخصة CC BY 4.0)